# Dominique Bulamatari
Dominique Kizayakana Bulamatari (* 4. Juni 1955 in Kinshasa; † 26. August 2024 ebenda) war ein kongolesischer Geistlicher und römisch-katholischer Bischof von Molegbe. 

## Leben
Der Erzbischof von Kinshasa, Joseph-Albert Kardinal Malula, spendete ihm am 20. April 1980 die Priesterweihe.
Papst Johannes Paul II. ernannte ihn am 29. Oktober 1999 zum Titularbischof von Elephantaris in Mauretania und zum Weihbischof in Kinshasa. Die Bischofsweihe spendete ihm der Erzbischof von Kinshasa, Frédéric Kardinal Etsou-Nzabi-Bamungwabi CICM, am 30. Januar 2000 im Märtyrerstadion in Kinshasa; Mitkonsekratoren waren Erzbischof Francisco-Javier Lozano, Apostolischer Nuntius in der Demokratischen Republik Kongo, und Eugène Moke Motsüri, emeritierter Weihbischof in Kinshasa.
Am 14. November 2009 bestellte ihn Papst Benedikt XVI. zum Bischof von Molegbe.
Papst Franziskus nahm am 1. August 2023 seinen vorzeitigen Rücktritt an.